# Neven Mimica
Neven Mimica, född 12 oktober 1953 i Split, är en kroatisk socialdemokratisk politiker, diplomat och EU-kommissionär. I samband med Kroatiens EU-inträde den 1 juli 2013 tillträdde Mimica tjänsten som landets första kommissionsledamot med ansvar för konsumentpolitik i kommissionen Barroso II. När kommissionen Juncker tillträdde i november 2014 fick Mimica ansvar för internationellt samarbete och utveckling.

## Biografi
Mimica föddes 1953 i Split i dåvarande SR Kroatien i Jugoslavien. Han är gift, har två barn och talar engelska, tyska och franska.
Grundskole- och gymnasiestudier genomförde han i Omiš. 1987 tog han magisterexamen i ekonomi vid Zagrebs universitet.

## Politisk karriär
Åren 2000-2001 tjänstgjorde Mimica som huvudförhandlare i Kroatiens medlemsförhandlingar med EU. 2001-2003 var han europeisk integrationsminister i Ivica Račans regering och i Zoran Milanovićs regering var han 2011-2013 vice premiärminister.

### Fotnoter
1. ↑  Brockhaus Enzyklopädie, Brockhaus Enzyklopädie-ID: mimica-neven.[källa från Wikidata]
2. ↑  Munzinger Personen, Munzinger person-ID: 00000030215, läst: 9 oktober 2017.[källa från Wikidata]
3. ↑  pace.coe.int, PACE medlems-ID: 5307, läst: 20 april 2022.[källa från Wikidata]
4. ↑  läs online, www.sabor.hr .[källa från Wikidata]
5. 1 2  PACE medlems-ID: 5307.[källa från Wikidata]
6. ↑  läs online, www.sabor.hr .[källa från Wikidata]
7. ↑  Europa.eu – Europaparlamentets officiella webbplats
8. ↑  Svenska dagbladet
9. 1 2 3  Vlada.hr Arkiverad 8 juni 2013 hämtat från the Wayback Machine. – Kroatiska regeringens officiella webbplats (engelska)